# Ohle
Ohle is een plaats in de Duitse gemeente Plettenberg, deelstaat Noordrijn-Westfalen, en telt 2850 inwoners (2007).

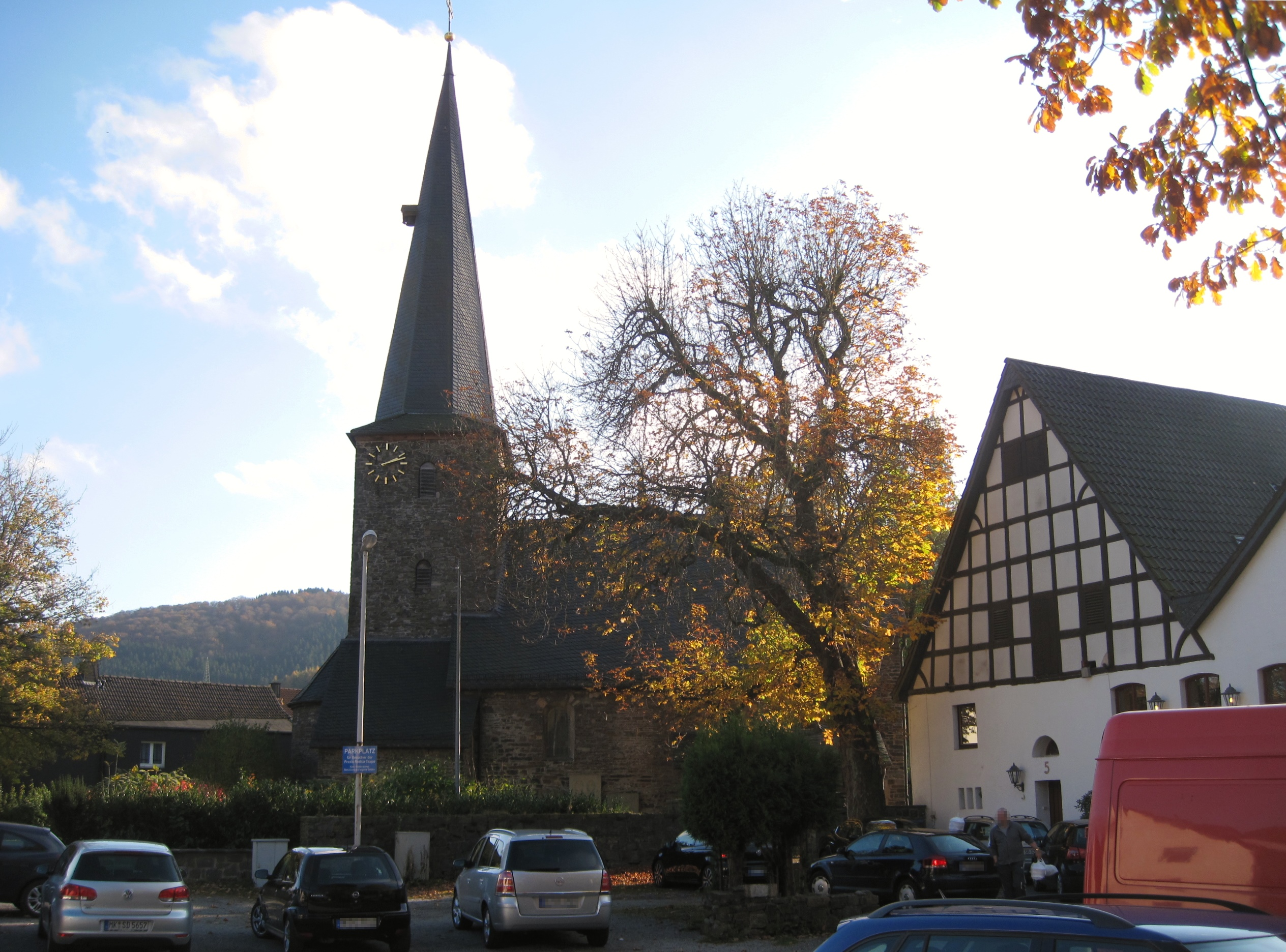